# Colletes alini
Colletes alini är en biart som beskrevs av Kuhlmann 2000. Colletes alini ingår i släktet sidenbin, och familjen korttungebin. Inga underarter finns listade i Catalogue of Life.